# Geografía de Anguila
Anguila es una de las Islas de Barlovento, que se encuentran entre el mar Caribe, en el oeste y el océano Atlántico en el este. Es una gran, plana, seca/húmeda, islas coralinas, sur y este de Puerto Rico y norte de las Islas de Sotavento. Es una isla sin elevaciones significativas con su terreno compuesto enteramente de playas, dunas y acantilados bajos de caliza.

## Colinas
La máxima elevación en Anguila, Crocus Hill, de 65 metros. Crocus Hill es uno de los acantilados que bordean la costa Norte.

## Línea costera
Las numerosas bahías — Barnes, Little, Rendezvous, Shoal, y Road—atrae muchos turistas a esta isla tropical. La costa y las playas hermosas, aguas cristalinas son parte integral de la economía basada en el turismo de Anguila. Debido al clima cálido de Anguila, las playas se pueden utilizar todo el año.

## Estadísticas
Ubicación: Caribe, isla en el Mar Caribe, este de Puerto Rico
Coordenadas geográficas: 18 15 N, 63 10 W
Mapas de referencia: América Central y el Caribe
Área:
- total: 91 km²
- Tierra: 91 km²
- Agua: 0 km²

Ärea - comparación: como la mitad de Washington DC
Límites de tierra: 0 km
Fronteras: 61 km
Reivindicaciones marítimas:
- Zona exclusiva para pesca: 200 nmi
- Mar: 3 nmi

Clima: tropical moderated en el noreste vientos alisios
Land use:
- Tierra cultivable: 0%
- Cultivos permanentes: 0%
- Pastos permanentes: 0%
- Bosques: 0%
- Otros: 100% (principalmente la piedra con matorral disperso de roble, árboles, algunas salinas comerciales)

Environment - current issues: suministro de agua potable.
A veces no puede satisfacer la demanda creciente en gran parte debido a la mala distribución del sistema.

## Islas y Cayos
El territorio de Anguila está formado por la isla de Anguila en sí mismo (por lejos el más grande), así como numerosas otras islas y cayos, la mayoría de los cuales son muy pequeñas y deshabitadas. Estos incluyen:
- Anguillita
- Blowing Rock
- Cayo Cove
- Cayo Crocus
- Cayo Deadman's
- Isla Dog
- Cayo Este
- Pequeña Isla, Anguila
- Isla Little Scrub
- Cayo Mid
- Cayo Norte
- Cayos Prickly Pear
- Isla Rabbit
- Isla Sandy, también conocida como Isla Sand
- Cayo Scilly
- Isla Scrub
- Isla Seal
- Sombrero
- Cayo Sur
- Isla South Wager
- Cayo West

## Distritos
Anguilla es dividido en 14 distritos:
1. Blowing Point
2. East End
3. George Hill
4. Island Harbour
5. North Hill
6. North Side
7. Sandy Ground
8. Sandy Hill
9. South Hill
10. Stoney Ground
11. The Farrington
12. The Quarter
13. El Valle
14. West End

## Clima
Anguila cuenta con un clima tropical seco bajo el Clasificación climática de Köppen. La ciudad tiene un clima más bien seco, moderado por el nordeste vientos alisios. Las temperaturas varían poco a lo largo del año. La media máxima diaria de alrededor de 27 °C en diciembre, de 30 °C en julio. Las precipitaciones son irregulares, con un promedio sobre 900mm por año, los meses más lluviosos son septiembre y octubre, y los más secos febrero y marzo. Anguila es vulnerable a los huracanes de junio a noviembre, la temporada pico de agosto y mediados de octubre.
La isla sufrió daños en 1995 desde Huracán Luis.
| Parámetros climáticos promedio de El Valle - capital de Anguila | Parámetros climáticos promedio de El Valle - capital de Anguila | Parámetros climáticos promedio de El Valle - capital de Anguila | Parámetros climáticos promedio de El Valle - capital de Anguila | Parámetros climáticos promedio de El Valle - capital de Anguila | Parámetros climáticos promedio de El Valle - capital de Anguila | Parámetros climáticos promedio de El Valle - capital de Anguila | Parámetros climáticos promedio de El Valle - capital de Anguila | Parámetros climáticos promedio de El Valle - capital de Anguila | Parámetros climáticos promedio de El Valle - capital de Anguila | Parámetros climáticos promedio de El Valle - capital de Anguila | Parámetros climáticos promedio de El Valle - capital de Anguila | Parámetros climáticos promedio de El Valle - capital de Anguila | Parámetros climáticos promedio de El Valle - capital de Anguila |
| Mes                                                             | Ene.                                                            | Feb.                                                            | Mar.                                                            | Abr.                                                            | May.                                                            | Jun.                                                            | Jul.                                                            | Ago.                                                            | Sep.                                                            | Oct.                                                            | Nov.                                                            | Dic.                                                            | Anual                                                           |
| --------------------------------------------------------------- | --------------------------------------------------------------- | --------------------------------------------------------------- | --------------------------------------------------------------- | --------------------------------------------------------------- | --------------------------------------------------------------- | --------------------------------------------------------------- | --------------------------------------------------------------- | --------------------------------------------------------------- | --------------------------------------------------------------- | --------------------------------------------------------------- | --------------------------------------------------------------- | --------------------------------------------------------------- | --------------------------------------------------------------- |
| Temp. máx. media (°C)                                           | 28                                                              | 28                                                              | 28                                                              | 28                                                              | 30                                                              | 31                                                              | 31                                                              | 31                                                              | 31                                                              | 30                                                              | 29                                                              | 28                                                              | 29.4                                                            |
| Temp. media (°C)                                                | 26                                                              | 26                                                              | 26                                                              | 27                                                              | 27                                                              | 28                                                              | 29                                                              | 29                                                              | 29                                                              | 28                                                              | 27                                                              | 26                                                              | 27.3                                                            |
| Temp. mín. media (°C)                                           | 23                                                              | 23                                                              | 23                                                              | 25                                                              | 25                                                              | 26                                                              | 26                                                              | 26                                                              | 26                                                              | 26                                                              | 25                                                              | 24                                                              | 24.8                                                            |
| Fuente: Weatherbase                                             |                                                                 |                                                                 |                                                                 |                                                                 |                                                                 |                                                                 |                                                                 |                                                                 |                                                                 |                                                                 |                                                                 |                                                                 |                                                                 |

## Vegetación
El coral de Anguila y su caliza del terreno no ofrecen posibilidades de subsistencia para bosques, pasto, cultivos, o terreno cultivable. Es un clima seco y suelo fino obstaculizan el desarrollo agrícola comercial.